# Тітуба
Тітуба (англ. Tituba) — рабиня пастора Семюела Перріса з Салему. Її походження  досить суперечливе. Згідно з деякими дослідженнями, вона була південноамериканською індіанкою. Перепливла морем із Барбадосу до Нової Англії разом із Семюелем Перрісом. Тітуба була першою особою, яку було обвинувачено у відьомстві під час Салемського процесу над відьмами. Немає жодної інформації щодо життя Тітуби до того часу, як її купив Перріс. Вона була центральною фігурою у процесі над відьмами та свідчила проти Сари Ґуд та Сари Осборн. Тітуба тривалий час була ув'язнена, та згодом її було звільнено Самуелом Конкліном. Щодо її життя після звільнення  свідчень немає.

## Раннє життя та звинувачення проти неї
Чоловіком Тітуби був індіанець, на ім'я Джон Індіан, його походження невідоме, але вважають, що він був з Центральної Америки. Ймовірно, Тітуба була родом звідти ж, а згодом її продали до Барбадосу. Деякі аргументи щодо Афроамериканського походження Тітуби відкидаються істориками, зокрема Елейном Бресловом.
 Можливо, вона народилася на Барбадосі, але була нащадком полонених на острові. Її чоловік був одним з обвинувачів у процесі над відьмами. Разом із ним вони записані у книзі Семюела Перріса.
Тітуба була першою особою, проти якої свідчили Елізабет Перріс та Ебігейл Вільямс. Можливо, Тітуба розповідала дівчатам деякі історії про вуду й відьомство до цих обвинувачень. Тітуба першою зізналася у відьомстві в березні 1692 року. Спочатку вона заперечувала обвинувачення в чаклунстві, але згодом зізналася в приготуванні «відьомського пирога» (англ. witchcake), бо Семюел Перріс побив її, щоб отримати відповідь. Також вона розповіла, що займається окультними техніками, яких її навчили барбадоські чаклуни. Ті розповіли жінці секрети захисту від темних сил і секрети чаклунства. Оскільки ці знання не можуть нашкодити людині, Тітуба знову заявила, що не була відьмою, але зізналася в чаклунському ритуалі, метою якого, була допомога Елізабет Перріс. Тітубу, Сару Ґуд та Сару Озборн відправили до в'язниці в Бостоні, де вони очікували на суд та покарання до 7 березня 1692 року. Попри зізнання жінки, немає жодних доказів, що вона насправді зробила те, у чому зізналася.
Багато інших жінок і чоловіків із сусідніх селищ було заарештовано під час Салемського полювання на відьом. Тітуба звинуватила всіх у своїх зізнаннях, але розповідала про чорних псів, свиней, жовтих птахів, червоних та чорних щурів, кішок, лисів і вовків. Тітуба розповідала про польоти на палицях у деяких місцях. Також жінка обвинуватила Сару Озборн в одержимості істотою, що мала голову жінки, дві ноги та крила. Оскільки ці зізнання містять різні погляди щодо чаклунства й мають схожість за деякими елементами демонології, багато мешканців Салема вирішили, що серед них є сатана.

## У популярній культурі

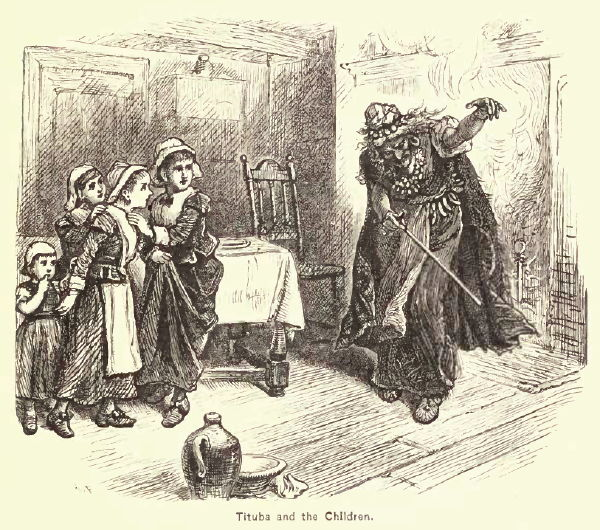
Зображення Тітуби, яке було намальовано художником Альфредом Фредеріксім для книги В.С. Брайанта «Популярна історія США»

У третьому сезоні телесеріалу каналу FX Американська історія жаху молода відьма, на ім'я Куїнні вважає себе нащадком Тітуби.